# Dichorda perpendiculata
Dichorda perpendiculata là một loài bướm đêm trong họ Geometridae.